# Oporto (entreprise)
Pour l’article homonyme, voir Oporto (homonymie).
Oporto est une chaîne australienne de restauration rapide spécialisée dans le poulet façon cuisine portugaise et d'hamburgers. La chaîne a son siège à Chatswood, en Nouvelle-Galles du Sud.

## Histoire
Le premier restaurant, créé par l'Australien d'origine portugaise António Cerqueira, remonte à 1986 et la première franchise en 1995.
En 2016, la chaîne compte plus de 100 restaurants en Australie, en Nouvelle-Zélande, aux États-Unis et au Royaume-Uni.

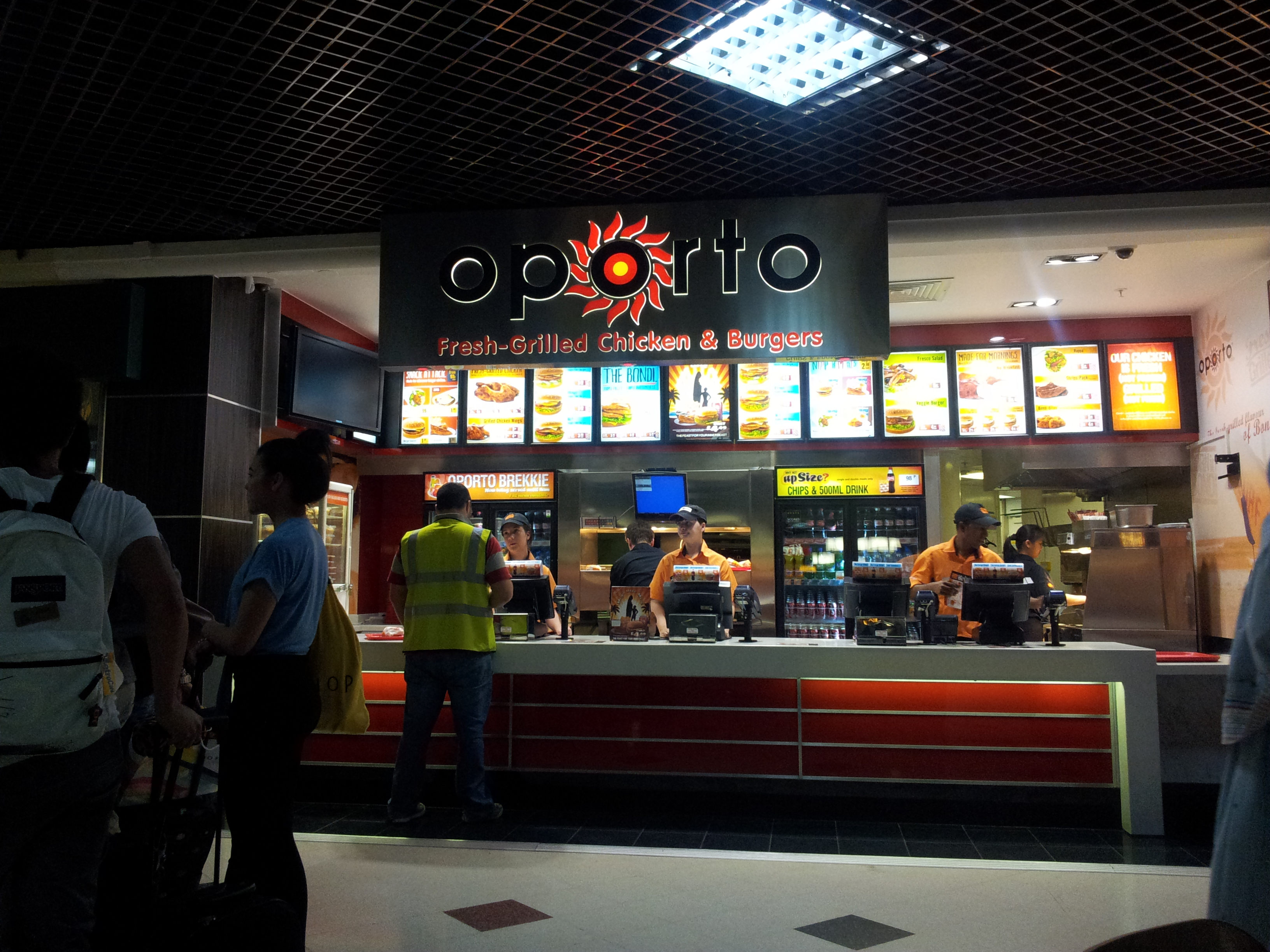
Restaurant Oporto.

## Distribution

### En Australie
En 2007, il y avait 132 sites en Australie, 100 en Nouvelle-Galles du Sud, 14 dans le Queensland, huit à Victoria, cinq en Australie du Sud et cinq dans le Territoire de la capitale australienne.

### En dehors de l'Australie
En 2007, il y avait cinq sites en Nouvelle-Zélande. Cela fait de la Nouvelle-Zélande le plus grand marché pour Oporto en dehors de l'Australie.
En janvier 2009, un magasin a ouvert au Royaume-Uni, à Gare Victoria à Londres, bien que ce magasin ait fermé en octobre 2011.
En février 2011, le premier magasin aux États-Unis a ouvert ses portes à Rancho Cucamonga, Californie. Cependant, tous ces magasins ont été convertis en restaurants Feisty Chicken Grill en 2013.
Oporto opérait également en Chine, Sri Lanka et Viêt Nam.
En 2020, Porto s'est étendu aux Émirats arabes unis, ouvrant son premier restaurant à Dubaï,.